# 常憲院霊廟
常憲院霊廟（じょうけんいんれいびょう）は、江戸幕府5代将軍徳川綱吉の霊廟。上野寛永寺に造営された。豪華な彫刻で飾られていたが、1945年3月10日の東京大空襲により焼失した。

## 概要

### 建築物
以下の建造物が国宝保存法に基づく国宝（現行法の「重要文化財」に相当）に指定されていた。
建造物は1930年5月23日指定。
- 常憲院（徳川綱吉）霊廟
  - 本殿・相之間・拝殿（1棟）
  - 前廊
  - 中門
  - 左右廊 2棟
  - 渡廊
  - 透塀
  - 仕切門
  - 鐘楼
  - 水盤舎
  - 勅額門
  - 奥院宝塔（銅造）
  - 奥院唐門（銅造）

- 附 有徳院（徳川吉宗）宝塔（石造）
- 附 温恭院（徳川家定）宝塔（石造）
- 附 天璋院（徳川家定正室）宝塔（石造）
- 附 孝恭院（徳川家基）宝塔（石造）

### 被葬者
- 常憲院（5代将軍、徳川綱吉）

以下の将軍らが合祀されている。
- 有徳院（8代将軍、徳川吉宗）
- 温恭院（13代将軍、徳川家定）、天璋院（家定正室、篤姫）
- 孝恭院（徳川家基）

## 現状

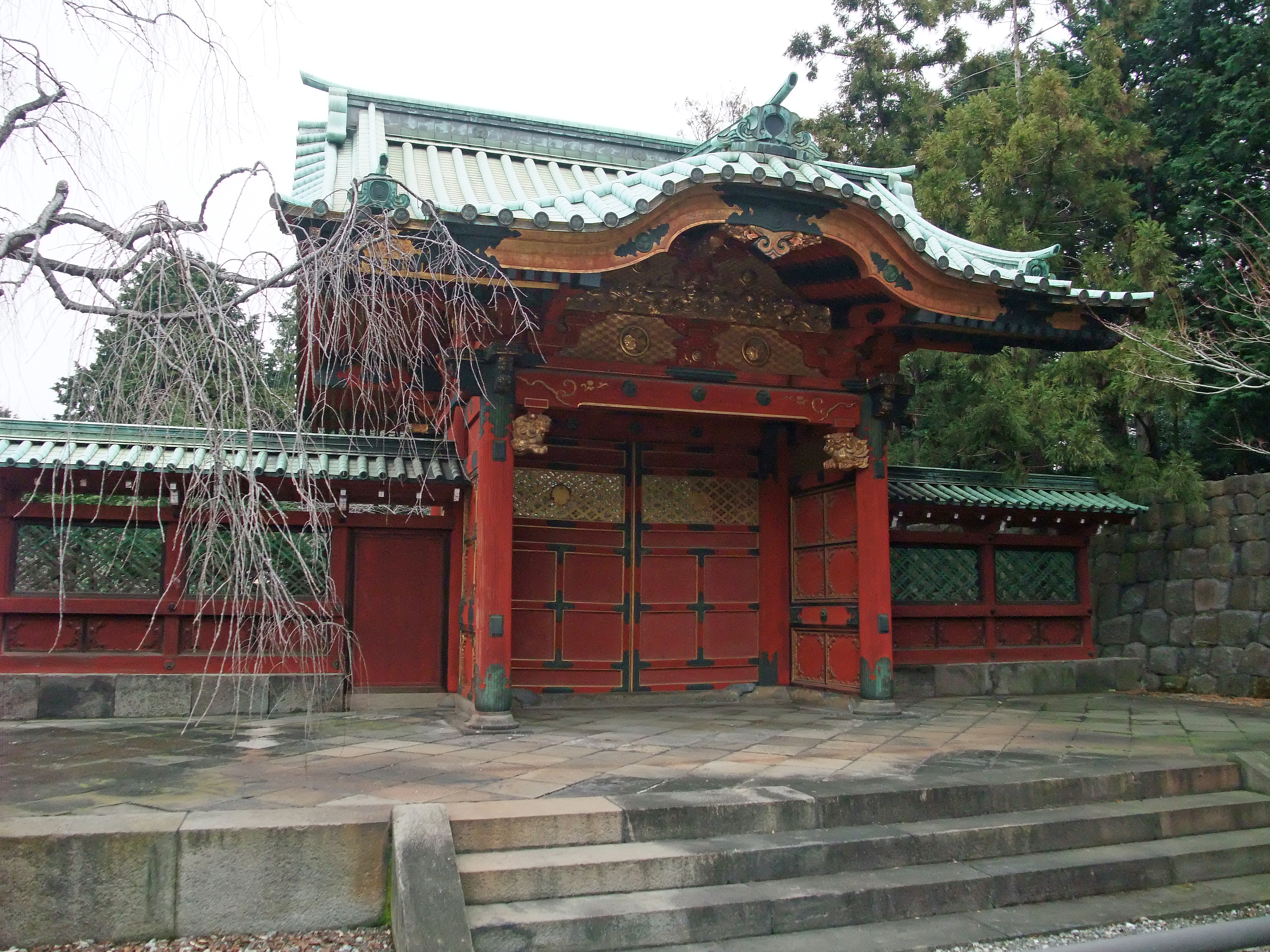
寛永寺常憲院霊廟勅額門

1945年3月10日の東京大空襲により大部分の建物が焼失。以下の建造物が残る。
- 常憲院霊廟勅額門及び水盤舎 2棟
  - 勅額門
  - 水盤舎
- 常憲院霊廟奥院 6棟
  - 奥院宝塔
  - 奥院唐門
  - 附 有徳院宝塔
  - 附 温恭院宝塔
  - 附 天璋院宝塔
  - 附 孝恭院宝塔